# Tvåkropparsproblemet

Två kroppar med lika stora massor kretsar runt ett gemensamt masscentrum

Tvåkropparsproblemet kallas den mekaniska uppgiften att bestämma rörelserna hos två materiella punkter (inom astronomin himlakroppar), som är fria och ömsesidigt attraherar varandra enligt Isaac Newtons gravitationslag. Även för exempelvis en elektron som rör sig runt en atomkärna är tvåkropparsproblemet viktigt, men för att lösa det måste man även ta hänsyn till kvantmekaniska effekter.

## Astronomi
Inom astronomin spelar detta problem en mycket viktig roll, eftersom man, vid beräkningen av en planets eller komets bana kring solen, i en första approximation kan betrakta endast dessa två kroppar, solen och planeten, med utelämnande av de övriga planeternas inverkan på planeten på grund av deras (i förhållande till solens) obetydliga massor. Detsamma gäller när man vill bestämma en månes rörelse kring dess huvudplanet med åsidolämnande av solen, på grund av dess (i förhållande till huvudplanetens) ofantliga avstånd från den ifrågavarande månen och dess till följd härav obetydliga inverkan på drabantens rörelse kring planeten. Även bestämningen av dubbelstjärnornas rörelser faller under detta problem, då där bara förekommer två attraherande kroppar. Tvåkropparsproblemets lösning ger Keplers lagar.

## Reduktion till två oberoende enkroppsproblem
Med hjälp av Newtons andra lag fås att kraften som kropp 2 verkar på kropp 1 är
{\displaystyle \mathbf {F} _{12}=m_{1}\mathbf {a} _{1}\!\,}
medan kraften som kropp 1 verkar på kropp 2 är
{\displaystyle \mathbf {F} _{21}=m_{2}\mathbf {a} _{2}\!\,}
där {\displaystyle m_{i}} är massan och {\displaystyle \mathbf {a} _{i}} accelerationen för kropp {\displaystyle i}. Newtons tredje lag om kraft och motkraft säger att dessa krafter är lika och motriktade, så {\displaystyle \mathbf {F} _{21}=-\mathbf {F} _{12}\!\,}. Genom att kombinera dessa ekvationer på olika sätt fås två särkopplade enkroppsproblem.

### Masscentrums rörelse
Om ekvationerna läggs ihop fås
{\displaystyle m_{1}\mathbf {a} _{1}+m_{2}\mathbf {a} _{2}=0\!\,}.
Systemets masscentrum är 
{\displaystyle {\bar {\mathbf {x} }}={\frac {m_{1}\mathbf {x} _{1}+m_{2}\mathbf {x} _{2}}{m_{1}+m_{2}}}\!\,}
där {\displaystyle \mathbf {x} _{i}} är lägesvektorn för kropp {\displaystyle i}.
Detta tidsderiverat två gånger och insatt i ovanstående ekvation ger
{\displaystyle (m_{1}+m_{2}){\bar {\mathbf {a} }}=0},
vilket innebär att masscentrum rör sig med konstant hastighet.

### Reducerad massa
Om ekvationen för partikel 2, multiplicerat med {\displaystyle m_{1}}, subtraheras från ekvationen för partikel 1, multiplicerat med {\displaystyle m_{2}}, fås
{\displaystyle m_{1}m_{2}(\mathbf {a} _{1}-\mathbf {a} _{2})=\mathbf {F} _{12}(m_{1}+m_{2})\!\,}
och
{\displaystyle {\frac {m_{1}m_{2}}{m_{1}+m_{2}}}(\mathbf {a} _{1}-\mathbf {a} _{2})=\mathbf {F} _{12}\!\,}.
Detta är Newtons andra lag för en partikel, med den reducerade massan
{\displaystyle \mu ={\frac {m_{1}m_{2}}{m_{1}+m_{2}}}}
och vars lägesvektor är avståndet mellan partikel 1 och 2. Ekvationen kan lösas om kraften är känd.